# Sujangarh
Sujangarh è una suddivisione dell'India, classificata come municipality, di 83.808 abitanti, situata nel distretto di Churu, nello stato federato del Rajasthan. In base al numero di abitanti la città rientra nella classe II (da 50.000 a 99.999 persone).

## Geografia fisica
La città è situata a 27° 41' 60 N e 74° 28' 0 E e ha un'altitudine di 311 m s.l.m..

## Società

### Evoluzione demografica
Al censimento del 2001 la popolazione di Sujangarh assommava a 83.808 persone, delle quali 43.013 maschi e 40.795 femmine. I bambini di età inferiore o uguale ai sei anni assommavano a 14.307, dei quali 7.510 maschi e 6.797 femmine. Infine, coloro che erano in grado di saper almeno leggere e scrivere erano 53.998, dei quali 31.632 maschi e 22.366 femmine.